# Хјустон Лејк (Мисури)
Хјустон Лејк (енгл. Houston Lake) град је у америчкој савезној држави Мисури.

## Демографија
По попису из 2010. године број становника је 235, што је 49 (-17,3%) становника мање него 2000. године.
| Група             | 2000.       | 2010.       |
| Белци             | 267 (94,0%) | 218 (92,8%) |
| Афроамериканци    | 2 (0,7%)    | 1 (0,4%)    |
| Азијати           | 1 (0,4%)    | 0 (0,0%)    |
| Хиспаноамериканци | 10 (3,5%)   | 11 (4,7%)   |
| Укупно            | 284         | 235         |